# Canis Canem Edit
Pour les articles homonymes, voir Bully.
Canis Canem Edit, ou Bully en Amérique du Nord, est un jeu vidéo d'action-aventure en monde ouvert développé par Rockstar Vancouver et édité par Rockstar Games sorti en 2006 sur PlayStation 2. Un portage du jeu, titré Bully: Scholarship Edition et développé par Rockstar New England ou Rockstar Toronto selon les versions, est sortie en 2008 sur Xbox 360, Wii et PC.
Le personnage, contrôlé par le joueur, est un jeune adolescent envoyé dans une école privée. Le but est de gagner le respect des différentes bandes de l'école et de la ville via diverses missions.
Au départ, le jeu devait s'appeler Bully (littéralement « la brute » en anglais) en référence à la mascotte de l'établissement, mais pour la sortie anglaise, les distributeurs de Take Two Interactive, société mère de Rockstar Games, s'y sont opposés car le titre sous-entendait que le jeu est violent, « bully » signifiant également « bizutage ». Pour ces raisons et pour d'autres, ce titre a été remplacé par l'actuel « Canis canem edit », locution latine qui signifie littéralement « les chiens mangent les chiens », mais dont le sens se rapproche plus de l'expression "chacun pour soi". La version Xbox 360 et Wii furent nommées finalement Bully: Scholarship Edition. Bully a été réédité pour PlayStation 4 disponible via PlayStation Network le 22 mars 2016. Une version mise à jour de la Scholarship Edition, intitulée Anniversary Edition, a été développée par War Drum Studios et publiée pour Android et iOS le 8 décembre 2016.

## Scénario
Âgé de 15 ans, Jimmy Hopkins est un adolescent à problèmes qui a été renvoyé de nombreuses écoles. Alors que sa mère part pour un énième voyage de noces, il est placé dans un établissement de la Nouvelle-Angleterre, la Bullworth Academy. Rapidement, le jeune homme se rend compte que l'école regorge de voyous répartis en plusieurs bandes : les Caïds, les Fayots, les Sportifs, les Bourges et les Blousons noirs, qui se livrent de nombreuses querelles.
Jimmy, étant de petite taille pour son âge, a une tête ronde avec des cheveux roux coupés à ras ; il est même considéré comme étant l'un des plus petits élèves de son établissement. Il porte un blouson marron ouvert laissant apparaître un t-shirt blanc, un jeans de sport ainsi que des baskets blanches au début du jeu. Son passé de brute et son éducation lui ont permis de faire preuve d'une résistance physique et d'un moral étonnant : il est capable de venir à bout d'élèves beaucoup plus grands, plus larges et plus forts que lui. Son uniforme de l'école se constitue d'un gilet bleu avec un logo de Bullworth Academy sur la poitrine, un pantalon d'écolier beige et ses baskets blanches. Au cours du jeu, il lui est possible de changer sa coupe de cheveux et de s'acheter de nouveaux vêtements dans les magasins.

### Chapitre I
Nouvel élève, il est rapidement pris pour cible par les Caïds, notamment par Russell Northrop, un élève aussi imposant que bête qui dirige la bande. Jimmy se fait également deux nouveaux amis, Gary Smith, un élève étrange à la réputation de sociopathe, et Peter « Pete » Kowalski, un jeune garçon timide cible de nombreuses moqueries. Progressivement, Jimmy s'oppose aux Caïds, défendant les Fayots qu'ils accablent. Un jour, Gary, de plus en plus obsédé par l'idée de prendre le pouvoir sur les différentes bandes et de régner sur l'école, emmène Jimmy dans les sous-sols pour mettre au point un plan d'attaque. Il s'agit d'un piège, et Gary pousse Russell et Jimmy à s'affronter dans une bagarre dont Jimmy sort vainqueur. Il réussit finalement à convaincre Russell de ses bonnes intentions et devient ami avec lui.

### Chapitre II
Plus tard, Gary fait circuler de fausses rumeurs selon lesquelles Jimmy aurait insulté l'un des Bourges, poussant ces derniers à lui déclarer la guerre. L'adolescent lutte durant un certain temps, puis provoque finalement le plus fort d'entre eux dans un duel de boxe qu'il remporte. Il finit par affronter toute la bande et réussit à vaincre son chef, le riche Derby Harrington.

### Chapitre III
L'hiver arrive, et Jimmy est sollicité par Johnny Vincent, le chef des Blousons noirs. Celui-ci craint que sa copine Lola ne le trompe avec un des Bourges, chose qui se révèle vraie. Cependant, les Bourges, considérant Jimmy comme leur chef, le poussent à déclarer la guerre à Johnny. L'affrontement pour Lola dégénère finalement en bagarre générale à la fin de laquelle Jimmy bat Johnny, et réussit à rassembler les blousons noirs sous sa coupe.

### Chapitre IV
Avec l'arrivée du printemps, Jimmy, exaspéré par les agissements des Sportifs qui brutalisent les élèves, décide de les vaincre. Sur conseil de Pete, il va voir Earnest Jones, le chef des Fayots, ennemis jurés des Sportifs, pour lui demander de l'aide. Alors que ce dernier refuse, Jimmy attaque donc l'observatoire où se terrent les Fayots et réussit finalement à obtenir leur aide. C'est alors qu'Earnest élabore un plan diabolique pour vaincre les Sportifs : l'opération « Vache de Troie ». Jimmy vole la tenue de la mascotte de l'équipe de football américain de l'école, et, ainsi déguisé, fait un certain nombre de farces à l'équipe avant d'affronter les joueurs à coups de ballons piégés, puis finit vaincre le chef des Sportifs, Ted Thompson. Après sa victoire, Jimmy fête son arrivée à la tête de toutes les bandes et se réjouit d'avoir enfin ramené la paix entre les différentes factions.

### Chapitre V
Jimmy, conseillé par ses lieutenants, c'est-à-dire les différents chef de bandes, va poser sa marque en faisant un tag sur le toit de la mairie afin que toute la ville de Bullworth le connaisse. Mais en réalité, ce n'était qu'un stratagème de Gary pour que Jimmy perde le respect de toutes les bandes. Le calme est cependant de courte durée puisque de nombreux événements sèment le chaos au sein de l'école : invasion de rats à la bibliothèque, disparition de Johnny Vincent, vol des trophées des Bourges et incendie du gymnase. Tout ceci pousse les groupes à renier Jimmy tandis que celui-ci tente tant bien que mal de découvrir la source de ses problèmes. Il rencontre dans les bas quartiers une fille du nom de Zoe Taylor, jadis exclue de l'école, et apprend finalement que les auteurs de ces forfaits sont les Zonards, des adolescents défavorisés qui n'ont pas les moyens d'entrer à Bullworth. Peu après, Jimmy est renvoyé à son tour pour un certain nombre de forfaits, tandis que Gary devient le chouchou du principal. Le héros affronte quant à lui les Zonards accompagné de Russell, le seul chef de bandes qui ne le déteste pas encore. Il vainc ensuite leur chef, Edgar Munsen, qui lui apprendra par la suite qu'ils ont été poussés à commettre leurs forfaits par Gary. De retour à l'école, Jimmy découvre que le chaos y règne : les bandes s'affrontent violemment, et Gary séquestre le principal. Jimmy affronte à nouveau tous les chefs de bandes pour les raisonner, puis bat finalement Gary au cours d'une bataille impressionnante sur les échafaudages du collège. Ce dernier est renvoyé définitivement tandis que le héros réintègre l'école, et que Pete, qui l'a soutenu durant tout le cours des événements, devient chef de classe.

## Bandes

### Caïds
Les Caïds sont la première bande à affronter Jimmy, dès son arrivée au collège. Une fois leur respect gagné à la fin du 1er chapitre après qu'il a vaincu leur chef, Russell, ils le respectent jusqu'à la fin du jeu. Ils sont vêtus d'un polo blanc. Les Caïds sont la seule bande composée de seulement 7 membres, et qui n'ont pas de filles. 
Les membres de la bande sont :
Russell Northrop, Troy Miller, Ethan Robinson, Davis White, Trent Northwick, Wade Martin et Tom Gurney.

### Fayots
Les fayots sont la bande la moins forte de Académie. Raison pour laquelle ils sont souvent persécutés par les Caïds. Mais contrairement à ce que l'on pourrait penser, leurs pires ennemis ne sont pas les Caïds... Mais, les Sportifs. Jimmy les aide en gagnant leur respect petit à petit, mais pas à 100 %. Malgré le fait qu'ils soient faibles, les Fayots sont très intelligents, adorent jouer au jeu de cartes G&G et sont vêtus de vert. Ce n'est qu'au Chapitre IV que Jimmy gagne complètement leur respect au moment où il défonce la porte de l'observatoire d'Earnest en ayant convaincu ce dernier de s'allier avec lui contre les Sportifs, avant de le perdre et de le regagner ensuite à la fin du jeu. Les membres sont :
Earnest Jones, Melvin O'Connor, Fatty Johnson, Cornelius Johnson, Bucky Pasteur, Beatrice Trudeau, Algernon "Algie" Papadopoulos, Thad Carlson et Donald Anderson.

### Bourges
C'est dans le Chapitre II que les Bourges défient Jimmy après qu'ils ont vu ce dernier battre Russell. Les Bourges font de la boxe. Gary va ensuite faire circuler des rumeurs comme quoi Jimmy aurait insulté la mère d'un des Bourges, ce qui feront perdre le respect qu'ils ont avec le héros. C'est alors que Jimmy va défier à la boxe le plus fort des Bourges, Bif Taylor, qu'il finira par vaincre. Vient ensuite le leader des bourges, Derby Harrington, voulant protéger Bif, qui se fera aussi vaincre par Jimmy avec amis. Ils sont vêtus de pulls bleus à carreaux. Leurs ennemis sont les Blousons Noirs. Les membres sont :
Derby Harrington, Bif Taylor, Pinky Gauthier, Bryce Montrose, Justin Vandervelde , Parker Ogilvie :, Chad Morris , Gord Vendome et Tad Spencer.

### Blousons noirs
Dans le Chapitre III, Johnny, le leader des Blousons noirs demande de l'aide à Jimmy de peur que sa copine ne le trompe avec Gord, un des Bourges. Lorsqu'ils découvriront que c'est le cas, Johnny déclarera la guerre aux Bourges. Ces derniers, considérant Jimmy comme leur chef, déclarent à leur tour la guerre à Johnny et sa bande. La situation dégénère et Jimmy va devoir se battre contre Johnny et sa bande qu'il finit par vaincre. Ils sont vêtus d'un blouson noir tandis que deux de leurs membres sont vêtus chacun d'un blouson gris. Les membres sont : 
Lola Lombardi, Johnny Vincent, Norton Williams, Peanut Romano, Lucky de Luca, Ricky Pucino, Lefty Mancini, Hal Esposito et Vance Medici.

### Sportifs
Au début du Chapitre IV, Ted Thompson et Damon West, les leaders des Sportifs, se moquent de Pete. Jimmy, agacé de voir que les Sportifs brutalisent les autres élèves, veut faire régner la paix au collège en demandant de l'aide à Earnest, chef des Fayots et ennemi juré des Sportifs. Ce dernier accepte et met au point un plan que Jimmy exécute. Durant le match de football américain, Jimmy vole le costume de la mascotte des Sportifs et humilie l'équipe en leur faisant des farces avant d'affronter Ted Thompson. Les Sportifs sont vêtis d'un t-shirt bleu, ou d'un sweat bleu. Les membres sont :
Ted Thompson, Casey Harris, Mandy Wiles, Luis Luna, Juri Karamazov, Dan Wilson, Damon West, Bo Jackson et Kirby Olsen

### Zonards
Les Zonards sont la bande qui se trouve dans la ville et qui n'a pas les moyens d'aller a l'Académie. Dans le Chapitre V, Gary va leur demander de commettre plusieurs actes. Ils seront alors responsables de l'invasion de rats à la bibliothèque, du kidnapping de Johnny Vincent, du vol des trophées des Bourges et de l'incendie au gymnase. Jimmy va "prendre leur contrôle" en battant leur chef : Edgar Munsen. Les membres sont :
Leon, Gurney, Omar Romero, Edgar Munsen, Henry "Clint", Zoe Taylor, Jerry et Otto Tyler.

## Système de jeu
Canis Canem Edit est un jeu vidéo action-aventure en monde ouvert : le joueur est libre de se déplacer sur la carte et de choisir les missions selon leur disponibilité. Un grand nombre de missions secondaires et d'objets à trouver complètent l'intrigue principale du jeu. De plus, celui-ci se déroulant dans une école, le joueur est tenu d'assister à des cours, au nombre de six : anglais, chimie, ,technologie, art et sport,( biologie et musique, ne sont pas disponibles sur PS2.) Chaque cours consiste en un mini-jeu qui, une fois réussi, donne accès à un bonus (réussir en chimie permet par exemple d'apprendre à fabriquer pétards, boules puantes et poil à gratter). Lorsqu'il est réussi à cinq reprises, un cours n'est plus obligatoire.
Le jeu est divisé en cinq chapitres suivant le cours de l'année scolaire, qui sont marqués par certains événements (l'environnement change en fonction des saisons et des chapitres). Ainsi, le chapitre 1, durant l'automne, est marqué par Halloween, tandis que le chapitre 3 voit la ville recouverte de neige et la célébration de Noël. Après le cinquième chapitre apparaît un chapitre supplémentaire, « Un été sans fin », qui permet au joueur d'accomplir les missions annexes restantes. Durant le premier chapitre, le joueur n'a accès qu'à l'école et ses environs, la ville se débloquant progressivement. Jimmy se déplace généralement en courant, mais se procure au début du jeu un skateboard qui ne le quitte plus. Il peut également prendre le contrôle d'un vélo, de scooters et de karts.
Les combats se font principalement à coups de poing et de pied - de nouveaux combos sont disponibles au fil de l'aventure -, mais Jimmy débloque un certain nombre d'armes : bombes puantes, lance-pierre et même canon à pommes de terre. La barre de vie se régénère en buvant des sodas et en embrassant des filles (ou des garçons). Un « grabugomètre » indique le niveau de recherche des surveillants et de la police. Il augmente lorsque Jimmy se montre violent, sèche les cours, s'introduit de nuit dans l'école, viole le couvre feu… Le jeune homme doit en effet respecter un emploi du temps : il se lève à 8 h, son premier cours se déroule de 9 h à 11 h 30, puis reprend de 13 h à 15 h 30. Il peut se coucher à partir de 19 heures, un couvre feu débutant à 23 heures. À partir d'une heure du matin, sa vue se trouble, et il tombe de fatigue, où qu'il se trouve, à 2 heures.

## Développement
Canis Canem Edit est produit par Rockstar Games, les producteurs de la série Grand Theft Auto, et développé par Rockstar Vancouver. Prévu pour la Xbox et la PlayStation 2, il ne sort finalement que sur cette dernière, pour des raisons inconnues. Le développement dure environ trois ans.
Longtemps annoncé comme mettant en scène une brute ayant pour but de faire régner la terreur au collège, le jeu attire, avant même sa sortie, de nombreuses critiques, notamment de la sénatrice Hillary Clinton. Cependant, il apparaît peu à peu que ces premières impressions sont fausses, et que le personnage principal a des intentions plus positives, certains y voyant même une évolution et une maturité dans le style de Rockstar. En août 2006, deux mois avant la sortie du jeu, le groupe des Peaceaholics (accros à la paix) organise une manifestation à Manhattan devant les locaux de Take Two Interactive, propriétaire de Rockstar. C'est la première fois qu'un jeu vidéo entraîne ce genre de phénomène.
Le jeu a été développé avec RenderWare sur PlayStation 2 puis sur Gamebryo pour les autres versions.

## Accueil

### Critiques
Canis Canem Edit fit un véritable succès dès sa sortie et fut très apprécié par la critique : 
- le magazine PSM3 le qualifie comme « l'un des meilleurs jeux d'action disponible sur PS2 » ; [réf. nécessaire]
- le site de jeux vidéo 1UP.com lui attribue une note de 10/10 ; [réf. nécessaire]
- le site GameSpy lui donne une note de 4,5/5 ; [réf. nécessaire]
- le site Eurogamer lui décerne une note de 9/10. [réf. nécessaire]
- le site Jeuxvideo.com lui décerne une note de 16/20[12].

### Ventes
En mai 2007, le jeu entre dans la gamme Platinum, catégorie réservée aux jeux qui se sont le mieux vendus sur les consoles PlayStation.

### Récompenses
Liste non exhaustive :
- 2006 : Prix IGN : Meilleur jeu d'action sur PlayStation 2[13]
- 2006 : Nomination GameSpot : Meilleure musique originale[14]
- 2008 : Nomination IGN : Meilleur doublage pour un jeu Xbox 360[15]

## Postérité
Rockstar Games édite en 2008 un portage de Canis Canem Edit destiné aux plates-formes Xbox 360, Wii et PC sous le titre Bully : Scholarship Edition.
Cette version ne change en rien le concept du jeu, n'y apportant que des améliorations graphiques ou bien de nouveaux éléments augmentant sa durée de vie : huit nouvelles missions, quatre nouveaux cours (maths, géographie, biologie, et musique), quatre personnages inédits, un mode deux joueurs (excepté sur PC), de nouvelles récompenses ainsi que de nouveaux succès.
D'après le compositeur du jeu, Shawn Lee, une suite de Canis Canem Edit pourrait voir le jour. En effet, lors d'une entrevue réalisée en 2009, le musicien a déclaré qu'il pourrait réaliser la bande originale d'« un certain Bully 2 dans un avenir pas si lointain ».
Cependant, rien n'est confirmé pour le moment par Rockstar Games.